# Maungakiekie / One Tree Hill
Maungakiekie / One Tree Hill je 182 metrov vulkanski vrh in Tūpuna Maunga (Gora prednikov) v Aucklandu na Novi Zelandiji. To je kulturno in arheološko pomembno mesto tako za Māore kot za Pākehā (Evropske priseljence). Predmestje okoli vznožja hriba se tudi imenuje One Tree Hill. Na zahodu ga obkrožajo predmestja Royal Oak, v smeri urinega kazalca pa Epsom, Greenlane, Oranga in Onehunga. Vrh ponuja razgled na območje Aucklanda in omogoča obiskovalcem ogled obeh pristanišč Aucklanda.
Stožci skorije na hribu so izbruhnili iz treh kraterjev – eden je nedotaknjen, dva pa so prebili tokovi lave, ki so odnesli del stranice stožca skorije. Tokovi lave so šli v vse smeri, mnogi proti Onehungi, pokrivajoč površino 20 kvadratnih kilometrov, zaradi česar je drugo največji del (po pokriti površini) Aucklandskega vulkanskega polja, za otokom Rangitoto. Vulkan je izbruhnil pred približno 67.000 leti.

## Zgodovina

### Zgodovina Tāmaki Māori
V predevropskih časih je bil Maungakiekie / One Tree Hill največji pā (utrjena vas) v regiji Tāmaki Makaurau. Maorsko ime Maungakiekie pomeni 'gora trte kiekie'. Terase pā je zgradil poglavar Ngāti Awa Tītahi v 17. stoletju in so bile tradicionalno znane kot Ngā Whakairo a Tītahi (rezbarije Tītahija).
Tihi (vrh) maunge je bil tam, kjer je bila zakopana popkovina Ngāti Awa rangatira Korokino in na vrhu posajena vejica drevesa tōtara, kar je povzročilo ime Te Tōtara-i-āhua ('Tōtara, ki stoji sama'), drugo splošno ime za goro, ki ga uporablja Tāmaki Māori.
Maungakiekie je povezan s konfederacijo plemen Waiohua, ki je bila aktivna v 17. in 18. stoletju. Čas tretjega vrhovnega poglavarja Waiohua, Kiwija Tāmakija, je povezan s časom največje enotnosti in moči konfederacije Waiohua, ko je bila regija Tāmaki Makaurau eno najbolj naseljenih območij Aotearoa. Ocenjuje se, da je na stožcu in njegovi okolici živelo do 5000 prebivalcev. Kiwi Tāmaki, tretji najvišji poglavar Waiohua, je preselil sedež oblasti konfederacije iz Maungawhau / Mount Eden v Maungakiekie / One Tree Hill. Blizu vrha Maungakiekie je bil ogromen pahū pounamu (gong iz zelenega kamna), znan kot Whakarewa-tāhuna ('Dvignjen z obrežja morja'), ki ga je Kiwi Tāmaki uporabil kot poziv bojevnikom ožine Tāmaki, naj se zberejo. V kasnejšem obdobju Waiohua so bila južna pobočja Maungakiekie / One Tree Hill južno od Onehunge znana kot Nga Māra a Tahuri ('Plataže Tahurija'), ki so bile obsežne plantaže kūmara (sladkega krompirja), ki jih je upravljal Tahuri, poljedelec in žena poglavarja Waiohua Te Ika-maupoho. Kiwi Tāmaki in večina prebivalcev Maungakiekieja niso stalno živeli na gori, temveč so se selili po območjih regije Auckland in zbirali vire.
Vladavina Kivija Tāmakija in hegemonija Waiohua nad ožino Tāmaki sta se končali v 1740-ih, po vojni s Te Taoū hapū Ngāti Whātua iz Južne Kaipara. Po vojni se je Te Taoū naselil na ožini in poglavar Tuperiri je pod vrhom Maungakiekie zgradil pā, znan kot Hikurangi. Hikurangi je bil opuščen okoli leta 1795 po smrti Tuperirija in Ngāti Whātua je svoje dejavnosti ponovno osredotočil na območje Onehunga-Māngere. Čeprav Maungakiekie ni bil več osrednji del življenja Ngāti Whātua, je ostal osrednji del iwijevega rohe (opis ozemlja ali meja plemena).

### Evropska zgodovina
Leta 1844 so poglavarji Ngāti Whātua trgovcu Thomasu Henryju prodali blok zemlje, ki je vključeval Maungakiekie / One Tree Hill. Večina tega premoženja je bila odvzeta iz Henryjeve lasti leta 1847, pri čemer je 115 hektarjev hriba in okoliških zemljišč postalo kronski rezervat, zdaj znan kot domena One Tree Hill.Leta 1853 sta aucklandska poslovneža John Logan Campbell in William Brown kupila preostalo Henryjevo zemljo. Henry je svojo lastnino imenoval Mt Prospect, vendar je po nakupu Campbell kmetijo preimenoval v One Tree Hill Estate. V naslednjih 20 letih so kmetijo razvili za govedorejo in ovčerejo ter vključevali pridelavo krompirja. V tem obdobju sta Campbell in Brown preživela večino svojega časa v Evropi.
Leta 1874 se je Campbell vrnil v Auckland in prevzel lastništvo nepremičnine ter nameraval ob gori zgraditi dvorec v italijanskem slogu. Campbellova žena Emma ni odobrila načrtov ali lokacije, zato je leta 1876 opustil načrte za vilo. Leta 1878 je zasadil oljčni nasad v Maungakiekie / One Tree Hill, edini komercialni oljčni nasad na Novi Zelandiji do 1980-ih.
Leta 1880, po smrti svoje hčerke Ide, se je Campbell odločil, da bo posestvo One Tree Hill podaril javnosti, medtem pa je zemljišče dal v najem kitajskemu tržnemu vrtnarju Fong Ming Quongu. Leta 1901 je Campbell uradno predal zemljišče javnosti med obiskom vojvode in vojvodinje Cornwallske leta 1901 (ki sta kasneje postala kralj Jurij V. in kraljica Marija).

### Domena One Tree Hill
Domena One Tree Hill, 48 ha velik park, je v lasti kolektiva Ngā Mana Whenua o Tāmaki Makaurau (znan tudi kot kolektiv Tāmaki), upravlja pa ga organ Tūpuna Maunga o Tāmaki Makaurau (oblast Tūpuna Maunga). Domena meji na 425 arov parka Cornwall, kar skupaj ustvarja 540 arov javnih zelenih površin.
Do vrha hriba je vedno dostop peš, toda zaradi antisocialnega vedenja, vključno s pitjem alkohola, vandalizmom in kriminalom, je bil cestni dostop do vrha po mraku leta 2008 zaprt.
Zaradi duhovnega in kulturnega pomena Maungakiekie / One Tree Hill za Māore in zaradi varnosti pešcev je bila cesta do vrha marca 2019 trajno zaprta za večino vozil.
Območje obsega dva parka, One Tree Hill Domain in Cornwall Park, ki sta drug poleg drugega in ju zato pogosto dojemajo kot enega. Domena One Tree Hill je odprta za javnost in jo je prej upravljal mestni svet Aucklanda, od leta 2012 pa je v lasti in upravljanju oblasti Tūpuna Maunga. Vse odločitve sprejemajo lastniki, ki so manjše vsakodnevne operacije prenesli na Cornwall Park Trust. Cornwall Park je zasebni park, odprt tudi za javnost, ki ga upravlja Cornwall Park Trust Board. Dotacija sklada vključuje dohodek od zakupljenih nepremičnin, ki mejijo na meje parka.
Ker je domena One Tree Hill visoka in razmeroma osrednja, jo je mesto dolgo uporabljalo za zbiralnike pitne vode. Prvi izmed njih je bil zgrajen leta 1900 na vrhu zahodnega vrha; čeprav ni več v uporabi, majhna struktura ostaja na mestu. Kasneje je bilo pod zemljo zgrajenih še pet rezervoarjev, zadnji je bil dokončan leta 1977. Trenutno se uporabljajo za vzdrževanje oskrbe območja Onehunga in rezervoarjev na vrhu Maungawhau / Mount Eden.

### Cornwall Park
Cornwall Park, ki meji na domeno One Tree Hill, je sir John Logan Campbell dal zasebnemu skladu, ki ga je ustanovil, da bi bilo zemljišče za javno uporabo.

### Pogodbena poravnava
V pogodbi iz Waitange iz leta 2014 med krono in kolektivom Ngā Mana Whenua o Tāmaki Makaurau iz 13 aucklandskih iwi in hapu (znanih tudi kot kolektiv Tāmaki) je bilo lastništvo nad 14 Tūpuna Maunga iz Tāmaki Makaurau / Auckland dodeljeno kolektiv, vključno z vulkanom z uradnim imenom Maungakiekie / One Tree Hill. Zakonodaja je določala, da je zemljišče v skrbništvu »v skupno korist Ngā Mana Whenua o Tāmaki Makaurau in drugih prebivalcev Aucklanda«. Organ Tūpuna Maunga o Tāmaki Makaurau ali organ Tūpuna Maunga (TMA) je soupravna organizacija, ustanovljena za upravljanje 14 Tūpuna Maunga. Svet Aucklanda upravlja Tūpuna Maunga pod vodstvom TMA.

## Obelisk
Na vrhu hriba je obelisk, spomenik Maorom. Pred obeliskom stoji bronasti kip maorskega bojevnika. Kamniti obelisk je zasnoval Richard Atkinson Abbot in je bil dokončan leta 1940, vendar je bilo odkritje obeliska odloženo do 24. aprila 1948 po drugi svetovni vojni. To je bilo v skladu z maorsko navado, da v času prelivanja krvi niso imeli takšnih slovesnosti.
Pod njim je grob sira Johna Logana Campbella, ki je zapustil 5000 funtov za obelisk. Njegov grob je navadna granitna plošča, okrašena le z bronastim vencem. Leži na sredini razgledne ploščadi, na osi z glavnima spominskima ploščama na podnožju obeliska in bronastim kipom bojevnika.
Campbell je, tako kot mnogi evropski Novozelandci njegove generacije, pričakoval, da bodo Maori postopoma izumrli in da bo impresiven spomenik najprimernejši simbol za ohranitev njihovega spomina. Do 1930-ih se to očitno ni zgodilo in nekateri so menili, da je izraz 'spomin' neprimeren, številni Maori pa so nasprotovali njegovi uporabi. Med gradnjo obeliska je bil podan predlog, da bi ga opisali kot stolp ob stoletnici, ki bi obeležil stoletnico podpisa pogodbe v Waitangiju in ne kot spomenik.
Zaklenjena vrata so vgrajena v vzhodno ploščo na dnu obeliska. To omogoča dostop do majhne sobe, iz katere vodi navpična lestev znotraj samega stebra. Na vrhu je majhno okno, ki gleda proti severu, in loputa za servisiranje opozorilne lučke letala.

## Observatorij Stardome
Observatorij Stardome (prej znan kot observatorij Auckland) je znotraj domene One Tree Hill in vsebuje dva teleskopa in planetarij. Observatorij je med drugimi raziskavami odkril in poimenoval asteroid 19620 Auckland. Njegove trenutne funkcije združujejo zabavo in izobraževanje (prek planetarija in prek javnega dostopa do starejšega teleskopa) ter tekoče raziskave z obema teleskopoma. Upravlja ga dobrodelni sklad.

## Drevesa na vrhu
Med konfederacijo Waiohua v 17. in 18. stoletju je bil vrh (maunga) znan po enem drevesu tōtara.
Ko je bil Auckland ustanovljen kot kolonialno mesto, je blizu tihi stalo drevo, ki je maunga dalo angleško ime. Dva zapisa ga identificirata kot pōhutukawa (Metrosideros excelsa). To drevo je posekal naseljenec Pākehā leta 1852, kot dejanje vandalizma v enem poročilu ali za drva v drugem. Eksotični bor Monterey je leta 1875 zasadil John Logan Campbell, da bi nadomestil tōtara ali pōhutukawa. Campbell je večkrat poskušal gojiti avtohtona drevesa na tihi, vendar drevesa niso uspela preživeti - le dva bora, ki sta bila prvotno del zavetnega pasu za avtohtona drevesa, sta preživela dolgo. Toda leta 1960 je bil eden od obeh padel v drugem napadu.
Preostalo drevo so maorski aktivisti pozneje dvakrat napadli z motornimi žagami, da bi opozorili na krivice, ki jih je novozelandska vlada povzročila Maorom. Prvi napad se je zgodil 28. oktobra 1994, na obletnico razglasitve neodvisnosti leta 1835. Po drugem napadu oktobra 2000 si drevo ni moglo opomoči in naslednje leto ga je Aucklandski svet odstranil zaradi nevarnosti padca. Leta 2007 je bila motorna žaga, ki jo je uporabil aktivist Mike Smith v prvem napadu, dana v prodajo na dražbenem mestu TradeMe, vendar jo je spletno mesto po pritožbah in anketi uporabnikov umaknilo. Kasneje je bila objavljena na eBayu. Motorna žaga je zdaj v zbirki muzeja Nove Zelandije Te Papa Tongarewa.
Slovesnost ob zori, ki jo je izvedla oblast Tūpuna Maunga, je potekala na Maungakiekieju 11. junija 2016, na kateri so posadili devet mladih tōtara in pōhutukawa, vzgojenih iz starševskih dreves na vrhu. Najmočnejše posamezno drevo bo sčasoma ostalo in dodana bo kiekie.
Leta 2021 je The Spinoff izdelal kratek dokumentarec o motorni žagi z naslovom »Motorna žaga, uporabljena na One Tree Hill in slišana po Aotearoi«.

## V popularni kulturi
Irska rock skupina U2 je napisala pesem o hribu, One Tree Hill, ki se je pojavila na njihovem albumu The Joshua Tree. Napisana je bila v čast Novozelandcu Gregu Carrollu, zaposlenemu v skupini, ki je 3. julija 1986 umrl v nesreči z motorjem v Dublinu.
Poimenovanje najstniške televizijske drame One Tree Hill in zadnje epizode serije je navdihnila pesem skupine U2. V seriji Andy Hargrove prihaja iz Nove Zelandije. Njegova mati je družino preselila v Tree Hill v Severni Karolini zaradi običajnega imena.
Asteroid 23988 Maungakiekie je po hribu poimenoval Ian P. Griffin, britanski astronom. Asteroid so odkrili na observatoriju Auckland, ki se nahaja v domeni One Tree Hill, kilometer jugozahodno od vrha.
Mozilla Firefox 0.9 je rezident Aucklanda in (takrat) glavni inženir Firefoxa Ben Goodger poimenoval One Tree Hill.
Ameriška televizijska serija One Tree Hill se sklicuje na One Tree Hill v Aucklandu, ko lik Karen Roe hodi z likom Andyjem Hargrovom (ki ga igra novozelandski igralec Kieren Hutchison), on pa govori o svoji domovini Novi Zelandiji.
One Tree Hill se je pojavil v dveh sezonah serije The Amazing Race: The Amazing Race 2 in HaMerotz LaMillion 1.